# Theix
Theix (en bretón Teiz) era una comuna francesa situada en el departamento de Morbihan, de la región de Bretaña, que el 1 de enero de 2016 pasó a ser una comuna delegada de la comuna nueva de Theix-Noyalo al fusionarse con la comuna de Noyalo.

## Idioma bretón
En 2007, un 24,6% de los niños acudía a colegios bilingües en la educación primaria.

## Demografía
| Gráfica de evolución demográfica de Theix entre 1800 y 2013 |
|                                                             |

Los datos demográficos contemplados en este gráfico de la comuna de Theix se han cogido de 1800 a 1999 de la página francesa EHESS/Cassini, y los demás datos de la página del INSEE.

## Lugares de interés
- Château du Plessis-Josso, una mansión fortificada del siglo XV bien conservada.
- Chapelle Saint-Leonard (siglo XV).[8][9]
- Chapelle Saint-Michel de Brangolo (siglos XV-XVI)
- Chapelle Sainte-Barbe (siglos XVII-XVIII)
- Chapelle Saint-Joseph de Calzac (siglos XVII-XVIII)
- Chapelle Notre Dame La Blanche (siglo XVI)
- Bourg du Gorvello
- Parc de Brural
- Eglise Sainte-Cécile (1855)

## Ciudades hermanadas
- Sahlenburg, Alemania
- Thônes, Francia